# 山村響
山村 響（やまむら ひびく、1988年2月10日 - ）は、日本の女性声優、歌手。福岡県出身。東京俳優生活協同組合所属。

## 経歴
幼い頃から歌うことが好きで、小学生の頃には音楽好きだった友人の影響で、歌を作ったりしていたという。
その後は新聞のテレビ欄の横に掲載されていた養成所の募集要項を見て両親に「これを受けたい」と言ったり、漫画『レッツ!声優』を読んで発声練習をしたりしていたという。
「養成所のオーディションも受けさせてくれ」と言って、当初は父は渋ってたが、母が「お父さんには内緒で送りなさい」と言ってくれたという。その時、書類審査を通っていたところ父も「とりあえずオーディションには連れてってあげよう」のような感じで、小学5年生の終わりか6年生の初めぐらいから、声優・タレントコースようなところに通い始めたという。
その後も歌うことへの夢を抱き続けており、ライブで聴いていたDREAMS COME TRUEの吉田美和の歌声に感銘を受けて、アーティストになると心に誓ったという。
中学、高校時代は養成所に通いながら、講師が持っていた地元の劇団に入団してミュージカルをしていた。
代々木アニメーション学院福岡校卒業。RAMS Professional Educationに4期生として入所する。在学中に「RAMS LIVE FESTIVAL 2007」へ出演。
『Dream Factory』内で行われた「Dream Factory The Debut 新人声優オーディション」で歌唱賞を受賞する。
2010年1月、hibiku名義で歌手デビューした。芸名の由来は、山村響は「綺麗に響く音」、hibikuは「心に響くように」という願いから。同年10月31日、所属事務所ラムズを退所。
2011年11月から（株）音倉レコードに籍を置く。diorama-replicaとして天野月・東川遥とユニットを組み、アルバム『Peaceful Garden』をリリースする。2012年2月にはShibuya PLUGにてファーストワンマンライブ「hibiku the universe 〜episode:00〜」を行い、入場者に同タイトルのCDを配布した。2012年6月30日にTwitterにて退所を発表。
2012年7月よりトリトリオフィスに所属していたが、2015年5月末で退所し6月1日から東京俳優生活協同組合に所属している。2015年7月24日、TwitCasting「ひびくのひとりごと」での配信を同月27日をもっていったん終了することを明らかにした。
2017年2月11日、ニコニコ生放送を不定期配信する。うまくニコ生側が出来ず、2017年9月29日以降では以前からやっていたTwitCasting側へ不定期配信を継続している。
2018年5月21日、ミニアルバムのリリースを機に、歌手名義のオフィシャルHPも開設した。また、ドメイン名は「hibiku.love」になっている。
2018年6月、自身初の冠ラジオ番組となる『ひびくのひとりごと The Radio』が音泉にて配信されている。
声優・キャラクターソング等の名義は山村響、アーティストとしてはhibiku（ひびく）名義で音楽活動をしていたが、2019年3月発売のミニアルバムからは音楽活動も山村響名義に統一する。
2020年7月5日、自身のYouTubeチャンネル『山村響』にて、第一回目となる『ひび区民定例会議』の動画投稿(概ね月1回の頻度による不定期配信)を行い、自身の活動報告、イベント情報の発信、ファンからのメール紹介などを行いファンとの交流の場としたい旨を語っている。
2023年11月3日、X（旧・Twitter）にてミュージシャンのゆよゆっぺと結婚したことを報告した。

## 人物
『ポケットモンスター』シリーズに登場する「サトシ」に憧れていたことをきっかけに、声優を目指す。
声種はメゾソプラノ。
演劇や音楽関係以外に絵師としても活動しており、『月刊ヤングキングアワーズGH』（少年画報社）誌上にて2014年11月号より漫画コラム『アルペジオ劇場』を掲載中。他後述のようにいくつかの作品を発表している。
『Go!プリンセスプリキュア』では天ノ川きらら / キュアトゥインクル 役を演じていたが、オーディションを受けた時は不安であり、デザインを見たときも「可愛いと思ったものの自分には合っていないのでは」と思っていたという。こうした経緯から受かった時には非常に喜んだという。また「1年間の放送なのでキャラクターとゆっくり付き合っていける、と思っていたがあっという間だった。きららとの距離が縮んでいき、心が一つになってきた」とも語っている。『蒼き鋼のアルペジオ -アルス・ノヴァ-』で共演している渕上舞は前々作の『ドキドキ!プリキュア』で四葉ありす / キュアロゼッタ 役を演じていたこともあり、「プリキュア声優」として先輩に当たる渕上から心得を聞いたとも語っている。
特技はイラスト、漫画を描くこと。趣味は写真撮影（ポートレート）、歴史の勉強（平安時代）。
一人っ子である。

## 出演
太字はメインキャラクター。

### テレビアニメ
2008年
- 熱走! 亀1グランプリ（キャサリン 他）

2009年
- 炬燵猫（ゼロ、クララ）

2010年
- けいおん!!（クラスメイト〈瀧エリ〉）
- ちゅーぶら!!（女子生徒）
- B型H系（女性客）
- みつどもえ（2010年 - 2011年、虻川、田渕） - 2シリーズ

2011年
- 輪るピングドラム（藤代万里、水族館の母）

2013年
- 蒼き鋼のアルペジオ -アルス・ノヴァ-（ハルナ）※再放送版第11話のエンドカードも担当
- アラタカンガタリ〜革神語〜（キクリ〈秘女王〉、カンナギ〈少年時代〉）
- おじゃる丸（町の人、主婦）
- 銀の匙 Silver Spoon（女子）
- サムライフラメンコ（2013年 - 2014年、女性A、アナウンサー）
- トリコ（小麦生地）
- 僕は友達が少ないNEXT（冬木陽子）

2014年
- エスカ&ロジーのアトリエ 〜黄昏の空の錬金術士〜（クローネ）
- 地下すぎアイドル あかえちゃん（モモ）
- トライブクルクル（2014年 - 2015年、桜坂マナビ、ミズキの母）
- 結城友奈は勇者である（2014年 - 2021年、担任） - 2シリーズ
- ロボットガールズZ（ベルガスV5）

2015年
- うーさーのその日暮らし 夢幻編（ハルナ） - 第6話エンドカードも担当。
- 終わりのセラフ（阿朱羅丸）
- 銀魂゜（男子B）
- Go!プリンセスプリキュア（2015年 - 2016年、天ノ川きらら / キュアトゥインクル）
- ジョジョの奇妙な冒険 スターダストクルセイダース（ヌケサク〈女の顔〉）
- 新妹魔王の契約者 BURST（ルキア）
- Dance with Devils（立華マリア、幼少リンド2、女子生徒）
- デュラララ!!×2（秘書、看護師） - 2シリーズ
- 電波教師（女子生徒G）
- ノラガミ ARAGOTO（イザナミ、神器A）
- わかば*ガール（幽霊）

2016年
- Re:ゼロから始める異世界生活（カドモンの嫁） - 2020年に第1期新編集版が放送
- 暗殺教室（鬼屋敷さくら）
- あんハピ♪（萩生響）
- キズナイーバー（園崎法子）
- 機動戦士ガンダム 鉄血のオルフェンズ（エヴァ・タービン）
- 競女!!!!!!!!（日下生美桜）
- GATE 自衛隊 彼の地にて、斯く戦えり（望月紀子）
- Dimension W（双子ロボット）
- NEW GAME!（2016年 - 2017年、青葉の母、ムーンレンジャー / 声優〈ムーンレンジャー役〉） - 2シリーズ
- マギ シンドバッドの冒険（女の子A）
- ラブライブ!サンシャイン!!（先生、店のお姉さん、母、女性店員）

2017年
- 喧嘩番長 乙女 -Girl Beats Boys-（中山ひなこ）
- かみさまみならい ヒミツのここたま（2017年 - 2018年、蝶野ひかり、カーラ）
- フレームアームズ・ガール（アーキテクト）
- サクラダリセット（浅井ケイ〈少年〉）
- ひなろじ〜from Luck & Logic〜（ニーナ・アレクサンドロヴナ）
- 地獄少女 宵伽（マカロン・ナナコ）
- ディアホライゾン（被）（イングリット）
- シルバニアファミリー ミニストーリー（2017年 - 2018年、シマネコくん、シマネコの赤ちゃん、シマネコのお母さん） - 2シリーズ

2018年
- 鹿楓堂よついろ日和（近藤つばさ）
- 奴隷区 The Animation（荒川エイア）
- グランクレスト戦記（ノエリア）
- デビルズライン（住森麻夕）
- ISLAND（伽藍堂紗羅、サラ・ガーランド）
- レイトン ミステリー探偵社 〜カトリーのナゾトキファイル〜（2018年 - 2019年、ジェラルディン・ロイヤー、宇宙船車掌）
- ゲゲゲの鬼太郎（第6作）（2018年 - 2020年、アニエス）

2019年
- 荒野のコトブキ飛行隊（ザラ）
- カードファイト!! ヴァンガード（中学生B）
- 群青のマグメル（エミリア）
- 慎重勇者〜この勇者が俺TUEEEくせに慎重すぎる〜（アリアドア）
- BEASTARS（2019年 - 2021年、ミズチ） - 2シリーズ

2020年 
- ランウェイで笑って（都村葵）
- 宝石商リチャード氏の謎鑑定（リチャード〈少年時代〉）
- 異種族レビュアーズ（デミア）
- pet（アミ）
- キラッとプリ☆チャン（2020年 - 2021年、ルルナ）
- 新サクラ大戦 the Animation（望月あざみ）
- GO!GO!アトム
- 天晴爛漫!（空乃綾音）
- ピーター・グリルと賢者の時間（2020年 - 2022年、リサ・アルパカス） - 2シリーズ
- シャドウバース（フィーア）
- 戦翼のシグルドリーヴァ（クラウディア・ブラフォード）

2021年
- セブンナイツ レボリューション -英雄の継承者-（ファリア）
- Fairy蘭丸〜あなたの心お助けします〜（美梨香）
- かげきしょうじょ!!（白川暁也〈幼少期〉）
- プラオレ!〜PRIDE OF ORANGE〜（川上篤美）
- 鬼滅の刃 無限列車編
- マブラヴ オルタネイティヴ（2021年 - 2022年、速瀬水月） - 2シリーズ

2022年
- オリエント（小次郎〈幼少期〉）
- シャドウバースF（2022年 - 2024年、蜜田川イツキ、スレイド）
- パリピ孔明（久遠七海）
- BanG Dream! Morfonication（先生）
- うちの師匠はしっぽがない（大黒亭文狐）
- 夫婦以上、恋人未満。（担任）
- アキバ冥途戦争（エル）
- うたわれるもの 二人の白皇（シス）

2023年
- Buddy Daddies（コトリママ）
- 天国大魔境（トキオ）
- 勇者が死んだ!（ユナ・ユニス）
- 転生貴族の異世界冒険録〜自重を知らない神々の使徒〜（ニーナ）
- ライアー・ライアー（加賀谷亜未）
- AIの遺電子（三好レオン）
- お嬢と番犬くん（担任、担任2）
- パズドラ（2023年 - 2025年、ユアン・ランカスター）
- ニンジャラ（アレク）
- セイバーとバーサーカーの日本列島くいだおれの旅（セイバー）

2024年
- 休日のわるものさん（レイメイグリーン・空、レイメイグリーン・麦）
- ぽんのみち（江見跳）
- Re:Monster（姉妹さん）
- アイドルマスター シャイニーカラーズ（七草はづき） - 2シリーズ
- 終末トレインどこへいく?（アリス）
- 真夜中ぱんチ（屍由良）
- ドラえもん（テレビ朝日版第2期）（宦官B）

2025年
- アポカリプスホテル（犯人役）
- ウマ娘 シンデレラグレイ（ロードロイヤル）

### 劇場アニメ
2009年
- ヱヴァンゲリヲン新劇場版:破（オペレーター）

2011年
- 映画けいおん!（クラスメイト〈瀧エリ〉）

2015年
- 劇場版 蒼き鋼のアルペジオ -アルス・ノヴァ-（ハルナ） - 2作品
- 映画 プリキュアオールスターズ 春のカーニバル♪（天ノ川きらら / キュアトゥインクル）
- 映画 Go!プリンセスプリキュア Go!Go!!豪華3本立て!!!（天ノ川きらら / キュアトゥインクル）

2016年
- 映画 プリキュアオールスターズ みんなで歌う♪奇跡の魔法!（天ノ川きらら / キュアトゥインクル）

2017年
- 虐殺器官
- 映画 プリキュアドリームスターズ!（天ノ川きらら / キュアトゥインクル）
- Dance with Devils-Fortuna-（立華マリア）

2018年
- 映画 HUGっと!プリキュア♡ふたりはプリキュア オールスターズメモリーズ（天ノ川きらら / キュアトゥインクル）

2020年
- 劇場版 鬼滅の刃 無限列車編
- 荒野のコトブキ飛行隊 完全版（ザラ）

2022年
- RE:cycle of the PENGUINDRUM（レポーター） - 前後編

### OVA
- 伝染るんです。（2009年、子供 他）
- あさがおと加瀬さん。（2018年）

### Webアニメ
- モンスターストライク（2015年、セクシーローラー）
- The Missing 8（2021年、ラファエラ[78]）
- コタローは1人暮らし（2022年、コタローの母親）
- テルマエ・ロマエ ノヴァエ（2022年、女中）
- 悪魔くん（2023年、カルメリタ・アーレーン）
- Fate/Grand Order 藤丸立香はわからない「大忘年おたのしみ会2023」（2023年、ヤマトタケル）

### ゲーム
2011年
- Alliance of Valiant Arms（宿主）

2012年
- みらくる超パーティー -早苗と天子の幻想迷宮-（上白沢慧音、幽谷響子、鍵山雛）
- 萌えガチャ（弓削楓）

2013年
- エスカ&ロジーのアトリエ 〜黄昏の空の錬金術士〜（クローネ）
- エンゲージナイツ 〜新約英雄大戦〜（アショーカ王、ツタンカーメン）
- 艦隊これくしょん -艦これ-（ハルナ）

2014年
- 相州戦神館學園 八命陣 天之刻（世良水希）
- 出動！美女ポリス（ローラ）
- ドリームクラブGogo.（雅）
- ソードアート・オンライン -ホロウ・フラグメント-
- ヒーローズプレイスメント（伊万里けいさ）
- Fate/hollow ataraxia
- 不思議の幻想郷3（上白沢慧音、幽谷響子、鍵山雛）
- ロボットガールズZ ONLINE（カバラ、ギルギル、ベルガスV5、ボルテさん〈ボルテスV〉）

2015年
- 終わりのセラフ 運命の始まり（阿朱羅丸）
- クイズRPG 魔法使いと黒猫のウィズ（マトイ・ナヒサコ）
- Go!プリンセスプリキュア シュガー王国と6人のプリンセス!（天ノ川きらら / キュアトゥインクル）
- 神撃のバハムート（エカテリーヌ）
- ヴァリアントナイツ（ライラ＝クロフォード）
- 不思議の幻想郷 -THE TOWER OF DESIRE-（上白沢慧音、幽谷響子、鍵山雛）
- ブレイブソード×ブレイズソウル
- ミラクルガールズフェスティバル（ハルナ）

2016年
- AKIBA'S BEAT（西園寺ヨシノ）
- うたわれるもの 二人の白皇（シス）
- エンドライド -X fragments-（クリーム）
- グリムノーツ（クリスティーヌ）
- 戦の海賊（ハルナ）
- ソウルワーカー（サラ）
- ドリフトガールズ（堀中有梨）
- パズルオブエンパイア（関羽、伊達政宗、曹操）
- モン娘☆は〜れむ（カタリナ、モリス）

2017年
- グランブルーファンタジー（2017年 - 2022年、レオナ）
- グラフィティスマッシュ（ソフィア）
- スーパーロボット大戦X-Ω（2017年 - 2019年、アマノミヤ・アヤメ、望月あざみ）
- ニル・アドミラリの天秤 クロユリ炎陽譚（小原秋沙）
- ファイアーエムブレム Echoes もうひとりの英雄王（リネア、シェイド）
- プリキュア つながるぱずるん（天ノ川きらら / キュアトゥインクル）
- プリンセス・プリンシパル GAME OF MISSON（ステファニー）
- よるのないくに2 〜新月の花嫁〜（カミラ・有角）

2018年
- Dance with Devils My Carol（立華マリア）
- アイドルマスター シャイニーカラーズ（2018年 - 2024年、七草はづき）
- ソードアート・オンライン フェイタル・バレット（銃士X） - DLC追加キャラクター
- 御城プロジェクト:RE（岩村城）
- プロジェクト東京ドールズ（ヤマダ〈2代目〉）
- 逆転オセロニア（フレイヤ）

2019年
- 荒野のコトブキ飛行隊 大空のテイクオフガールズ!（ザラ）
- 蒼き鋼のアルペジオ -アルス・ノヴァ- Re:Birth（ハルナ）
- 不思議の幻想郷 -ロータスラビリンス-（上白沢慧音、幽谷響子、鍵山雛）
- アズールレーン（2019年 - 2023年、アラバマ、ウルリッヒ・フォン・フッテン） - 2作品
- うたわれるもの ロストフラグ（シス）
- ぷよぷよ!!クエスト（望月あざみ）
- 新サクラ大戦（望月あざみ）
- BORDER BREAK（望月あざみ）

2020年
- きららファンタジア（萩生響）
- 東方スペルバブル（魂魄妖夢）
- スターオーシャン:アナムネシス（望月あざみ）
- ステリアデイズ・ウィキッド（サラ・ヴィッセンシャフト）
- チェインクロニクル3（望月あざみ）
- 遙かなる時空の中で7（筒見屋つばき）
- ビビッドアーミー（ハイム）
- ジョジョのピタパタポップ（ヌケサク〈女の顔〉）

2021年
- アイドルマスター ポップリンクス（2021年 - 2022年、七草はづき）
- キラッとプリ☆チャン（ルルナ）
- アークナイツ（フリント）
- パチスロ フレームアームズ・ガール（アーキテクト）
- プリンセスコネクト！Re:Dive（2021年 - 2024年、シスター・マリア）
- カウンター・アームズ（ニコライ1世、ヴィッカース、ティルピッツ、90-II式戦車）
- レイトン ミステリージャーニー カトリーエイルと大富豪の陰謀 DX+（ジェラルディン・ロイヤー）
- うたわれるもの斬2（シス）
- アイドルマスター スターリットシーズン（七草はづき）
- 鬼滅の刃 ヒノカミ血風譚
- Project MIKHAIL（速瀬水月）

2022年
- ブルーアーカイブ -Blue Archive-（2022年 - 2023年、各務チヒロ）
- DNF DUEL（異端審問官）
- 東方電幻景（魂魄妖夢）
- スターオーシャン6 THE DIVINE FORCE（ロラ・ジョイナス）

2023年
- ワールドダイスター 夢のステラリウム（萬容）
- マブラヴ：ディメンションズ（速瀬水月）
- Fate/Samurai Remnant（2023年 - 2024年、セイバー / ヤマトタケル）
- アイドルマスター シャイニーカラーズ Song for Prism（2023年 - 2024年、七草はづき）

2024年
- Fate/Grand Order（ヤマトタケル）
- 百英雄伝 (レイナ）
- アウタープレーン（ステロペ）
- 不思議の幻想郷 -FORESIGHT-（上白沢慧音）

### ドラマCD
- THOR CODE ドラマCD（2008年、日崎衛）
  - THOR CODE ドラマCD 零 メガミマガジン100号記念オリジナル企画（2008年、日崎衛）
- 蒼き鋼のアルペジオ -アルス・ノヴァ-（大戦艦ハルナ）
  - スペシャルCDドラマ メンタルモデルも電気羊の夢を見るのではないか？（2013年） - ヤングキングアワーズ 2014年2月号付録
  - 蒼き鋼のアルペジオ 第24巻ドラマCD付き特装版（2022年）[135]
- Sound Drama Fate/EXTRA 第一 - 二章（2013年、校内アナウンス、アリーナアラーム）
- Z/X -Zillions of enemy X- NC DramaCD (4)「てめぇらオレの邪魔すんな!」（2015年、アドミニストレータ アルクトゥルス）
- ファイアーエムブレム0 愛と絆のスペシャルトークCD（2017年、シェイド）
- 白き鋼鉄のX THE OUT OF GUNVOLT プロローグ - 希望の歌姫 -（2020年、ミユミ）
- ブルーアーカイブ ドラマCD「舞台袖のかくしごと 〜キヴォトス晄輪大祭〜」（2022年、各務チヒロ）

### 吹き替え

#### 担当女優
エイザ・ゴンザレス
- フロム・ダスク・ティル・ドーン ザ・シリーズ（2016年、地獄のサンタニコ）
- アンビュランス（2022年、カミーユ・トンプソン）
- アッシュ 孤独の惑星（2025年、リヤ）

#### 映画
2013年
- アンチヴァイラル（ハンナ〈サラ・ガドン〉）
- ダークスカイズ（ボビー〈ジェイク・ブレナン〉）

2014年
- オールド・ボーイ（マリー・セバスチャン〈エリザベス・オルセン〉）
- ビフォア・ミッドナイト（ハンク〈シーマス・デイヴィー＝フィッツパトリック〉、ニナ〈シャーロット・プライアー〉）
- フローズン・グラウンド（デビー・ピータース〈ジーア・マンテーニャ〉）
- ランナウェイ/逃亡者（イザベル・グラント〈ジャッキー・エヴァンコ〉）

2015年
- 記憶探偵と鍵のかかった少女（マウシー〈ジェシカ・バーデン〉）
- スガラムルディの魔女（セルジオ〈ガブリエル・デルガド〉）
- 7500（スージー・リー〈ジェイミー・チャン〉）

2016年
- クリムゾン・ピーク（イーディス・カッシング〈ミア・ワシコウスカ〉）
- ふたつの名前を持つ少年（スルリック / ユレク〈アンジェイ・トカチ、カミル・トカチ〉）
- 暴走車 ランナウェイ・カー（マルコス〈マルコ・サンズ〉）

2018年
- インシディアス 最後の鍵（メリッサ・レイニア〈スペンサー・ロック〉）

2019年
- ラスト・サマー -この夏の先に-（オードリー〈ソシー・ベーコン〉）

2020年
- セルジオ: 世界を救うために戦った男（カロリーナ・ラリエラ〈アナ・デ・アルマス〉）
- タイラー・レイク -命の奪還-
- ザ・シークレット: 希望を信じて（ミッシー・ウェルズ〈サラ・ホフマイスター〉）

2021年
- 恋人を取り戻すには

2022年
- インファーナル・マシーン（ヒギンズ〈アリス・イヴ〉）

2024年
- ウッディー・ウッドペッカー サマーキャンプ（マギー〈メアリー＝ルイーズ・パーカー〉）
- ワンダーランド: あなたに逢いたくて（ク・ジョンイン〈ペ・スジ〉）

2025年
- トラップ（レディ・レイブン〈サレカ・シャマラン〉）
- エクステリトリアル（ザーラ・ウォルフ〈ジャンヌ・グルソー〉）
- ザ・ピックアップ 〜恋の強盗大作戦〜（ゾーイ〈キキ・パーマー〉）

#### ドラマ
2013年
- アメリカン・ホラー・ストーリー: 魔女団（マディソン・モンゴメリー〈エマ・ロバーツ〉）
- 男が愛する時（ペク・ソンジュ〈チェ・ジョンアン〉）
- バーン・ノーティス 元スパイの逆襲 シーズン6（ハンナ）
- リゾーリ&アイルズ3（スージー・チャン 他）

2014年
- アメリカン・ホラー・ストーリー: 怪奇劇場（マギー・エスメリルダ〈エマ・ロバーツ〉）

2015年
- ニンフ/妖精たちの誘惑（ディディ〈サラ・スーリエ〉）

2016年
- HAWAII FIVE-0 シーズン6 #15

2017年
- アメリカン・ホラー・ストーリー: カルト（セレナ・ベリンダ〈エマ・ロバーツ〉）
- ブラック・ミラー シーズン4 #3（ミア・ノーラン〈アンドレア・ライズボロー〉）

2018年
- アメリカン・ホラー・ストーリー: カルト（マディソン・モンゴメリー〈エマ・ロバーツ〉）
- THE FLASH/フラッシュ シーズン5〜9（ノラ・ウェスト＝アレン〈ジェシカ・パーカー・ケネディ〉）

2019年
- アメリカン・ホラー・ストーリー: 1984（ブルック・トンプソン〈エマ・ロバーツ〉）
- See 〜暗闇の世界〜（マグラ〈ヘラ・ヒルマー〉）

2020年
- ホワイトハウス・ファームの惨劇 〜バンバー一家殺人事件〜（ジュリー・マグフォード〈アレクサ・デイヴィーズ〉）

2021年
- スタートアップ: 夢の扉（ソ・ダルミ〈ペ・スジ〉）
- ラザロ・プロジェクト 時を戻せ、世界を救え!（アーチ〈アンジリ・モヒンドラ〉）

2024年
- ディスクレーマー 夏の沈黙（30歳のキャサリン〈レイラ・ジョージ〉）

2025年
- ウルフ教授の科学捜査ファイル #2（エラ〈サヴァンナ・アックア〉）

### 特撮
- ウルトラマンX（2015年 - 2016年、ナビ音声 / アナウンス - TVシリーズ+劇場版[145]
- ウルトラマンジード（2017年、避難広報音声）

### ラジオ
※はインターネット配信。
- THOR CODE RADIO（2008年 - 2009年、アニスタ.TV※）
- サイキックラバーのアニソンRADIO（2010年、HiBiKi Radio Station※） - アシスタント
- 蒼きラジオのアルペジオ（2013年 - 2014年、音泉※）
- 蒼きラジオのアルペジオ改（2014年 - 2016年、音泉※）[146]
- ひびくのひとりごと The Radio（2018年、音泉※[147]）

### ラジオCD
- ラジオ イン ザ ヴァンパイア バンド スペシャルCD 〜魅惑? 幻惑? ルーマニア料理対決〜（2010年） - ゲスト ※hibiku名義
- ラジオ イン ザ ヴァンパイア バンド スペシャルCD 〜ミナと由紀 秘密のお泊り会〜（2010年） - ゲスト ※hibiku名義
- ラジオCD「蒼きラジオのアルペジオ」Vol.1 - 2（2014年）
- ラジオCD「蒼きラジオのアルペジオ改」Vol.1 - 4（2015年 - 2016年）

### テレビドラマ
- 大河ドラマ 光る君へ（2024年、NHK） - オウムの声[148]

### テレビ番組
- アニメマシテ（2015年、テレビ東京）

### 映像商品
- 「THE IDOLM@STER SHINY COLORS 1stLIVE FLY TO THE SHINY SKY」Blu-ray（2019年、七草はづきの声）
- 「THE IDOLM@STER SHINY COLORS MUSIC DAWN」Blu-ray（2021年）
- 「THE IDOLM@STER SHINY COLORS 2ndLIVE STEP INTO THE SUNSET SKY」Blu-ray（2021年、七草はづきの声）
- 「THE IDOLM@STER SHINY COLORS 3rdLIVE TOUR PIECE ON PLANET / NAGOYA / TOKYO / FUKUOKA」Blu-ray（2022年、七草はづきの声）
- 「THE IDOLM@STER SHINY COLORS 4thLIVE 空は澄み、今を越えて。」Blu-ray（2022年、七草はづきの声）
- THE IDOLM@STER M@STERS OF IDOL WORLD!!!!! 2023 Blu-ray PERFECT BOX!!!!!（2023年、七草はづきの声）[149]
- 「THE IDOLM@STER SHINY COLORS 5thLIVE If I_wings.」Blu-ray（2023年、七草はづきの声）[150]

### 舞台
- Go!プリンセスプリキュア ミュージカルショー プリンセスランドをすくえ!（2015年、天ノ川きらら / キュアトゥインクルの声）
- Go!プリンセスプリキュア アクションステージ（2015年、天ノ川きらら / キュアトゥインクルの声）
- 朗読劇「『陰陽師』〜藤、恋せば 篇〜」（2017年7月14日・17日、新宿FACE） - 蜜虫 役[151]
- 第十回 直也の会 FINAL公演「廻る想ひ 紡ぐ月」（2019年2月27日 - 3月3日、シアターグリーン BIG TREE THEATER[152]） - 姫川弥生 役[153]
- READPIA 朗読劇「モノクロの空に虹を架けよう」第二夜（2021年5月11日、オンライン配信） - 彩 役[154]
- 朗読＆トークイベント TOKYO READING CIRCUS 1st stage『5-Five!-』（2021年9月4日、TACCS1179） - 一藤一子、ケチャップ、アカ 役[155]

### その他コンテンツ
- 漫画『アルペジオ劇場』（2014年11月号 - 、執筆）
- 漫画『将来的に死んでくれ』CM（2017年、刑部小槙[156]）
- ひなろじ〜from Luck & Logic〜 soloeteボイスアクリルキーホルダー（2017年、ニーナ・アレクサンドロヴナ）
- LINEスタンプ『アイドルマスター シャイニーカラーズ』（2019年 - 2020年、七草はづき） - 2作品[一覧 13]
- ボイスドラマ『将来的に死んでくれ』（2020年、刑部小槙[157]）
- パチスロ フレームアームズ・ガール（2021年、アーキテクト）

## ディスコグラフィ
2019年以前はhibiku名義。

### シングル
|     | 発売日         | タイトル                 | 規格品番   | オリコン 最高位  |
| --- | -------------- | ------------------------ | ---------- | ---------------- |
| 1st | 2010年1月27日  | 爪痕                     | VTCL-35082 | 83位             |
| 2nd | 2014年7月19日  | 風を感じて               | HBK-0002   |                  |
| 3rd | 2014年10月26日 | Plastic Shoes            | HBK-0003   |                  |
| 4th | 2015年4月26日  | 未来は僕らのこの手の中に | HBK-0004   |                  |
| 5th | 2020年4月5日   | Suki                     |            | インディーズ作品 |
| 6th | 2022年4月24日  | サイクル☆サイクル        |            | インディーズ作品 |

### オリジナルアルバム
|     | 発売日       | タイトル            | 規格品番 | オリコン 最高位 |
| --- | ------------ | ------------------- | -------- | --------------- |
| 1st | 2013年5月5日 | hibiku the Universe | HBK-0001 |                 |

### ミニアルバム
|            | 発売日        | タイトル        | 規格品番  | オリコン 最高位  |
| ---------- | ------------- | --------------- | --------- | ---------------- |
| コンセプト | 2017年2月10日 | Jewels Garden   | HBK-0005  |                  |
| 1st        | 2018年6月6日  | Love Magic      | TLMC-0004 | 101位            |
| 2nd        | 2019年3月6日  | Take Over You   | TLMC-0005 | 179位            |
| EP         | 2021年9月11日 | town EP         |           | インディーズ作品 |
| EP         | 2022年8月13日 | map EP          |           |                  |
| EP         | 2023年9月6日  | Bitter Sweet EP |           |                  |

### タイアップ曲
| 楽曲 | タイアップ                                                          | 時期   |
| ---- | ------------------------------------------------------------------- | ------ |
| 爪痕 | テレビアニメ『ダンス イン ザ ヴァンパイアバンド』エンディングテーマ | 2010年 |

### キャラクターソング
| 発売日         | 商品名                                                                                       | 歌 | 楽曲                                                                                 | 備考                                                                             |
| -------------- | -------------------------------------------------------------------------------------------- | --- | ------------------------------------------------------------------------------------ | -------------------------------------------------------------------------------- |
| 2008年12月10日 | THOR CODE CHARACTER SONG 日崎衛＆姫守さくら                                                  | 日崎衛（山村響） | 「Guardian Summer」                                                                  | ドラマCD『THOR CODE』関連曲                                                      |
| 2013年10月30日 | ブルー・フィールド                                                                           | Trident | 「ブルー・フィールド」 「Innocent Blue」                                             | テレビアニメ『蒼き鋼のアルペジオ -アルス・ノヴァ-』エンディングテーマ            |
| 2014年3月19日  | 地下すぎてアンダーグラウンド                                                                 | 地下すぎプリンセス | 「地下すぎてアンダーグラウンド」                                                     | テレビアニメ『地下すぎアイドル あかえちゃん』エンディングテーマ                  |
| 2014年3月19日  | 恋のネイキッドダンス                                                                         | 地下すぎプリンセス | 「恋のネイキッドダンス」                                                             | テレビアニメ『地下すぎアイドル あかえちゃん』エンディングテーマ                  |
| 2014年4月10日  | PURE SONGS 3@DREAM C CLUB Gogo.                                                              | 雅（山村響） | 「夢の静寂」                                                                         | ゲーム『ドリームクラブGogo.』関連曲                                              |
| 2014年4月16日  | 無情なる挑戦状                                                                               | 地下すぎプリンセス | 「無情なる挑戦状」                                                                   | テレビアニメ『地下すぎアイドル あかえちゃん』関連曲                              |
| 2014年5月21日  | ムーンライト・ラビリンス                                                                     | 地下すぎプリンセス | 「ムーンライト・ラビリンス」                                                         | テレビアニメ『地下すぎアイドル あかえちゃん』エンディングテーマ                  |
| 2014年5月21日  | 青春ラプソディ                                                                               | 地下すぎプリンセス | 「青春ラプソディ」                                                                   | テレビアニメ『地下すぎアイドル あかえちゃん』エンディングテーマ                  |
| 2014年5月21日  | 何だっけ！？アイドル                                                                         | 地下すぎプリンセス | 「何だっけ！？アイドル」                                                             | テレビアニメ『地下すぎアイドル あかえちゃん』エンディングテーマ                  |
| 2014年5月21日  | 何だっけ！？アイドル                                                                         | 地下すぎプリンセス | 「AMANOJA・く…テレパシー」                                                           | テレビアニメ『地下すぎアイドル あかえちゃん』関連曲                              |
| 2014年5月28日  | ロボットガールズZ Song Album 2                                                               | ベルガスV5（山村響） | 「地下帝国賛歌♡」                                                                    | テレビアニメ『ロボットガールズZ』関連曲                                          |
| 2014年6月25日  | Purest Blue                                                                                  | Trident | 「Purest Blue」                                                                      | テレビアニメ『蒼き鋼のアルペジオ -アルス・ノヴァ-』再放送版エンディングテーマ    |
| 2014年6月25日  | Purest Blue                                                                                  | Trident | 「Blue Sky」                                                                         | テレビアニメ『蒼き鋼のアルペジオ -アルス・ノヴァ-』関連曲                        |
| 2014年6月25日  | Purest Blue                                                                                  | ハルナ（山村響） | 「Words」 「Sweet Erorr」                                                            | テレビアニメ『蒼き鋼のアルペジオ -アルス・ノヴァ-』関連曲                        |
| 2015年1月28日  | Blue Snow                                                                                    | Trident | 「Blue Snow」                                                                        | 劇場アニメ『劇場版 蒼き鋼のアルペジオ -アルス・ノヴァ- DC』オープニングテーマ    |
| 2015年1月28日  | Blue Snow                                                                                    | Trident | 「Sentimental Blue」 「Lovely Blue」                                                 | 劇場アニメ『劇場版 蒼き鋼のアルペジオ -アルス・ノヴァ- DC』関連曲                |
| 2015年1月28日  | Blue Snow                                                                                    | ハルナ（山村響） | 「Prismatic World」                                                                  | 劇場アニメ『劇場版 蒼き鋼のアルペジオ -アルス・ノヴァ- DC』関連曲                |
| 2015年3月11日  | イマココカラ                                                                                 | プリキュアオールスターズ | 「イマココカラ」                                                                     | 劇場アニメ『映画 プリキュアオールスターズ 春のカーニバル♪』挿入歌                |
| 2015年7月15日  | Go!プリンセスプリキュア ボーカルアルバム1 つよく、やさしく、美しく。                         | キュアトゥインクル（山村響） | 「ハイエンド・スター」                                                               | テレビアニメ『Go!プリンセスプリキュア』関連曲                                    |
| 2015年7月15日  | Go!プリンセスプリキュア ボーカルアルバム1 つよく、やさしく、美しく。                         | キュアフローラ（嶋村侑）、キュアマーメイド（浅野真澄）、キュアトゥインクル（山村響）、キュアスカーレット（沢城みゆき） | 「つよく、やさしく、美しく」                                                         | テレビアニメ『Go!プリンセスプリキュア』関連曲                                    |
| 2015年9月16日  | Blue Destiny                                                                                 | Trident | 「Blue Destiny」                                                                     | 劇場アニメ『劇場版 蒼き鋼のアルペジオ -アルス・ノヴァ- Cadenza』主題歌           |
| 2015年9月16日  | Blue Destiny                                                                                 | Trident | 「Blue Rain」                                                                        | 劇場アニメ『劇場版 蒼き鋼のアルペジオ -アルス・ノヴァ- Cadenza』関連曲           |
| 2015年9月16日  | Blue Destiny                                                                                 | イオナ（渕上舞）、ハルナ（山村響） | 「Crystal Way」                                                                      | 劇場アニメ『劇場版 蒼き鋼のアルペジオ -アルス・ノヴァ- Cadenza』関連曲           |
| 2015年9月16日  | Blue Destiny                                                                                 | タカオ（沼倉愛美）、ハルナ（山村響） | 「Nothing to fear」                                                                  | 劇場アニメ『劇場版 蒼き鋼のアルペジオ -アルス・ノヴァ- Cadenza』関連曲           |
| 2015年9月16日  | 蒼き鋼のアルペジオ -ARS NOVA- Blue Field キャラクターSongs Vol.2                             | ハルナ（山村響）、キリシマ（内山夕実）、刑部蒔絵（原紗友里） | 「トモダチ」                                                                         | テレビアニメ『蒼き鋼のアルペジオ -アルス・ノヴァ-』関連曲                        |
| 2015年10月7日  | 夢は未来への道                                                                               | キュアフローラ（嶋村侑）、キュアマーメイド（浅野真澄）、キュアトゥインクル（山村響）、キュアスカーレット（沢城みゆき） | 「プリンセスの条件」                                                                 | テレビアニメ『Go!プリンセスプリキュア』挿入歌                                    |
| 2015年11月11日 | Go!プリンセスプリキュア ボーカルアルバム2 〜For My Dream〜                                   | キュアトゥインクル（山村響） | 「Showtime! Dress up!」                                                              | テレビアニメ『Go!プリンセスプリキュア』関連曲                                    |
| 2015年11月11日 | Go!プリンセスプリキュア ボーカルアルバム2 〜For My Dream〜                                   | 春野はるか（嶋村侑）、海藤みなみ（浅野真澄）、天ノ川きらら（山村響）、紅城トワ（沢城みゆき） | 「Joyful!プリキュアクリスマス」                                                      | テレビアニメ『Go!プリンセスプリキュア』挿入歌                                    |
| 2016年2月17日  | BLUE                                                                                         | Trident | 「BLUE」 「Blue Moon」 「ブルー・フィールド 〜Finale〜」                             | テレビアニメ『蒼き鋼のアルペジオ -アルス・ノヴァ-』関連曲                        |
| 2016年2月17日  | BLUE                                                                                         | タカオ（沼倉愛美）、ハルナ（山村響） | 「Fly」                                                                              | テレビアニメ『蒼き鋼のアルペジオ -アルス・ノヴァ-』関連曲                        |
| 2016年2月17日  | BLUE                                                                                         | イオナ（渕上舞）、ハルナ（山村響） | 「Hello, hello」                                                                     | テレビアニメ『蒼き鋼のアルペジオ -アルス・ノヴァ-』関連曲                        |
| 2016年2月17日  | BLUE                                                                                         | ハルナ（山村響） | 「Yellow Carpet」                                                                    | テレビアニメ『蒼き鋼のアルペジオ -アルス・ノヴァ-』関連曲                        |
| 2016年3月16日  | 映画 プリキュアオールスターズ みんなで歌う♪奇跡の魔法！ ミュージカルソングス                 | 朝日奈みらい（高橋李依）、リコ（堀江由衣）、モフルン（齋藤彩夏）、春野はるか（嶋村侑）、海藤みなみ（浅野真澄）、天ノ川きらら（山村響）、紅城トワ（沢城みゆき）、パフ（東山奈央）、アロマ（古城門志帆） | 「あなたがいるから」                                                                 | 劇場アニメ『映画 プリキュアオールスターズ みんなで歌う♪奇跡の魔法！』挿入歌      |
| 2016年3月16日  | 映画 プリキュアオールスターズ みんなで歌う♪奇跡の魔法！ ミュージカルソングス                 | ソルシエール（新妻聖子）、プリキュアオールスターズ | 「魔女の子守唄〜歌は魔法」                                                           | 劇場アニメ『映画 プリキュアオールスターズ みんなで歌う♪奇跡の魔法！』挿入歌      |
| 2016年3月16日  | 映画 プリキュアオールスターズ みんなで歌う♪奇跡の魔法！ ミュージカルソングス                 | プリキュアオールスターズ | 「みんながいるから☆プリキュアオールスターズ」                                        | 劇場アニメ『映画 プリキュアオールスターズ みんなで歌う♪奇跡の魔法！』主題歌      |
| 2016年5月25日  | PUNCH☆MIND☆HAPPINESS                                                                         | Happy Clover | 「PUNCH☆MIND☆HAPPINESS」                                                             | テレビアニメ『あんハピ♪』オープニングテーマ                                      |
| 2016年5月25日  | PUNCH☆MIND☆HAPPINESS                                                                         | Happy Clover | 「わいわいお天気ロード」                                                             | テレビアニメ『あんハピ♪』挿入歌                                                  |
| 2016年5月25日  | 明日でいいから                                                                               | Happy Clover | 「明日でいいから」                                                                   | テレビアニメ『あんハピ♪』エンディングテーマ                                      |
| 2016年5月25日  | 明日でいいから                                                                               | Happy Clover | 「願いは負けない星だから」                                                           | テレビアニメ『あんハピ♪』挿入歌                                                  |
| 2016年7月6日   | あんハピ♪ キャラクターソングシリーズ3 ヒビキ＆レン                                           | 萩生響（山村響） | 「Knock Knock Map Map」                                                              | テレビアニメ『あんハピ♪』関連曲                                                  |
| 2016年7月27日  | あんハピ♪ キャラクターソングシリーズ5 ヒビキ＆レン                                           | ヒビキ（山村響）、レン（吉岡茉祐） | 「Sinfonietta」                                                                      | テレビアニメ『あんハピ♪』関連曲                                                  |
| 2016年7月27日  | あんハピ♪ キャラクターソングシリーズ5 ヒビキ＆レン                                           | ヒビキ（山村響）、レン（吉岡茉祐） | 「春夏秋冬ハッピーデイズ♪」                                                          | テレビアニメ『あんハピ♪』関連曲                                                  |
| 2016年8月24日  | あんハピ♪ ユニットソング2 ヒバリ＆ヒビキ                                                     | ヒバリ（白石晴香）、ヒビキ（山村響） | 「Hi・Ba・Na」                                                                       | テレビアニメ『あんハピ♪』関連曲                                                  |
| 2016年8月24日  | あんハピ♪ ユニットソング2 ヒバリ＆ヒビキ                                                     | ヒバリ（白石晴香）、ヒビキ（山村響） | 「しあわせの地図」                                                                   | テレビアニメ『あんハピ♪』関連曲                                                  |
| 2016年9月7日   | Happening Lucky Rhapsody                                                                     | Happy Clover | 「Happening Lucky Rhapsody」                                                         | テレビアニメ『あんハピ♪』関連曲                                                  |
| 2016年9月7日   | Happening Lucky Rhapsody                                                                     | Happy Clover | 「帰りみち」                                                                         | テレビアニメ『あんハピ♪』関連曲                                                  |
| 2017年6月21日  | フレームアームズ・ガール ミュージック・アルバム 〜轟雷、スティレット、バーゼラルド〜         | FAガールズ | 「FULLSCRATCH LOVE（Version 5）」                                                    | テレビアニメ『フレームアームズ・ガール』エンディングテーマ                       |
| 2017年6月28日  | フレームアームズ・ガール ミュージック・アルバム 〜マテリア姉妹、フレズヴェルク〜             | FAガールズ | 「FULLSCRATCH LOVE（Version 7）」                                                    | テレビアニメ『フレームアームズ・ガール』エンディングテーマ                       |
| 2017年6月28日  | フレームアームズ・ガール ミュージック・アルバム 〜マテリア姉妹、フレズヴェルク〜             | FAガールズ | 「FULLSCRATCH LOVE（Version 9）」                                                    | テレビアニメ『フレームアームズ・ガール』エンディングテーマ                       |
| 2017年7月5日   | フレームアームズ・ガール ミュージック・アルバム 〜アーキテクト、迅雷〜                       | アーキテクト（山村響） | 「祝福の歌」                                                                         | テレビアニメ『フレームアームズ・ガール』挿入歌                                   |
| 2017年7月5日   | フレームアームズ・ガール ミュージック・アルバム 〜アーキテクト、迅雷〜                       | 轟雷（佳穂成美）、スティレット（綾瀬有）、バーゼラルド（長江里加）、迅雷（樺山ミナミ）、アーキテクト（山村響）、源内あお（日笠陽子） | 「My precious…（TV Version）」                                                       | テレビアニメ『フレームアームズ・ガール』挿入歌                                   |
| 2017年7月5日   | フレームアームズ・ガール ミュージック・アルバム 〜アーキテクト、迅雷〜                       | アーキテクト（山村響）、迅雷（樺山ミナミ） | 「GIRL-MIND」                                                                        | テレビアニメ『フレームアームズ・ガール』挿入歌                                   |
| 2017年7月5日   | フレームアームズ・ガール ミュージック・アルバム 〜アーキテクト、迅雷〜                       | FAガールズSpecial | 「FULLSCRATCH LOVE（Special Version）」                                              | テレビアニメ『フレームアームズ・ガール』エンディングテーマ                       |
| 2017年8月9日   | TVアニメ『ひなろじ～from Luck & Logic～』エンディング&キャラソンミニアルバム                 | リオネス・エリストラートヴァ（朝日奈丸佳）、ニーナ・アレクサンドロヴナ（山村響）、京橋万博（高森奈津美） | 「ベィビィバード！〜ガクエンロジック〜」                                             | テレビアニメ『ひなろじ〜from Luck & Logic〜』関連曲                              |
| 2017年8月9日   | TVアニメ『ひなろじ～from Luck & Logic～』エンディング&キャラソンミニアルバム                 | ニーナ・アレクサンドロヴナ（山村響） | 「やわらかな明日」                                                                   | テレビアニメ『ひなろじ〜from Luck & Logic〜』関連曲                              |
| 2017年8月9日   | TVアニメ『ひなろじ～from Luck & Logic～』エンディング&キャラソンミニアルバム                 | リオネス・エリストラートヴァ（朝日奈丸佳）、ニーナ・アレクサンドロヴナ（山村響） | 「Foreigner Song 〜フォーリナーの唄〜」                                              | テレビアニメ『ひなろじ〜from Luck & Logic〜』関連曲                              |
| 2017年9月27日  | Blue Horizon                                                                                 | Trident | 「Blue Horizon」                                                                     | アニメ『蒼き鋼のアルペジオ -アルス・ノヴァ-』関連曲                              |
| 2018年9月26日  | ISLAND オリジナル・サウンドトラック                                                          | 伽藍堂紗羅（山村響） | 「天然記念ガールじゃないよ」                                                         | テレビアニメ『ISLAND』挿入歌                                                     |
| 2019年1月30日  | 翼を持つ者たち                                                                               | コトブキ飛行隊 | 「翼を持つ者たち」                                                                   | テレビアニメ『荒野のコトブキ飛行隊』エンディングテーマ                           |
| 2019年1月30日  | 翼を持つ者たち                                                                               | コトブキ飛行隊 | 「太陽が呼んだ虹」                                                                   | テレビアニメ『荒野のコトブキ飛行隊』関連曲                                       |
| 2019年3月30日  | コトブキ飛行隊、一曲入魂！                                                                   | ザラ（山村響） | 「雪ぐ愛、同じ夜」                                                                   | テレビアニメ『荒野のコトブキ飛行隊』関連曲                                       |
| 2019年7月24日  | フレームアームズ・ガール〜きゃっきゃうふふなワンダーランド〜 歌のアルバム-熱唱篇-            | 轟雷（佳穂成美）、スティレット（綾瀬有）、バーゼラルド（長江里加）、迅雷（樺山ミナミ）、アーキテクト（山村響）、源内あお（日笠陽子） | 「My Precious…」                                                                     | 劇場アニメ『フレームアームズ・ガール〜きゃっきゃうふふなワンダーランド〜』挿入歌 |
| 2019年7月24日  | フレームアームズ・ガール〜きゃっきゃうふふなワンダーランド〜 歌のアルバム-絶唱篇-            | FAガールズ | 「満場一致LOVE ENERGY」                                                              | 劇場アニメ『フレームアームズ・ガール〜きゃっきゃうふふなワンダーランド〜』挿入歌 |
| 2019年7月24日  | フレームアームズ・ガール〜きゃっきゃうふふなワンダーランド〜 歌のアルバム-絶唱篇-            | アーキテクト（山村響） | 「満場一致LOVE ENERGY」                                                              | 劇場アニメ『フレームアームズ・ガール〜きゃっきゃうふふなワンダーランド〜』関連曲 |
| 2019年12月12日 | 新サクラ大戦 初回限定版特典CD「歴代歌謡集」                                                  | 天宮さくら（佐倉綾音）、東雲初穂（内田真礼）、望月あざみ（山村響）、アナスタシア・パルマ（福原綾香）、クラリス（早見沙織） | 「檄！帝国華撃団〈新章〉」                                                           | ゲーム『新サクラ大戦』オープニングテーマ                                         |
| 2019年12月12日 | 新サクラ大戦 初回限定版特典CD「歴代歌謡集」                                                  | 天宮さくら（佐倉綾音）、東雲初穂（内田真礼）、望月あざみ（山村響）、アナスタシア・パルマ（福原綾香）、クラリス（早見沙織） | 「奇跡の鐘（太正二十九年版）」                                                       | ゲーム『新サクラ大戦』挿入歌                                                     |
| 2019年12月12日 | 新サクラ大戦 初回限定版特典CD「歴代歌謡集」                                                  | 天宮さくら（佐倉綾音）、東雲初穂（内田真礼）、望月あざみ（山村響）、アナスタシア・パルマ（福原綾香）、クラリス（早見沙織）、ホワン・ユイ（上坂すみれ）、ランスロット（沼倉愛美）、エリス（水樹奈々） | 「新たなる」                                                                         | ゲーム『新サクラ大戦』エンディングテーマ                                         |
| 2019年12月12日 | 新サクラ大戦 初回限定版特典CD「歴代歌謡集」                                                  | 望月あざみ（山村響） | 「忍者あざみ」                                                                       | ゲーム『新サクラ大戦』関連曲                                                     |
| 2020年3月30日  | DOLLS Songs & Sounds 01                                                                      | DOLLS team C | 「Candy Star」                                                                       | ゲーム『プロジェクト東京ドールズ』関連曲                                         |
| 2020年3月30日  | DOLLS Songs & Sounds 01                                                                      | DOLLS | 「追い風Brave motion!!」 「ヒカリ」 「It'sOK!!」 「SmileAgain」 「クリスマスマーチ」 | ゲーム『プロジェクト東京ドールズ』関連曲                                         |
| 2020年5月27日  | 桜夢見し                                                                                     | 帝国歌劇団・花組、エリス（水樹奈々）、ランスロット（沼倉愛美）、ホワン・ユイ（上坂すみれ） | 「桜夢見し」                                                                         | テレビアニメ『新サクラ大戦 the Animation』エンディングテーマ                     |
| 2020年5月27日  | 桜夢見し                                                                                     | 帝国歌劇団・花組 | 「桜夢見し」                                                                         | テレビアニメ『新サクラ大戦 the Animation』エンディングテーマ                     |
| 2020年11月11日 | 新サクラ大戦 the Animation オリジナルサウンドトラック                                        | 帝国歌劇団・花組 | 「スタァ誕生」                                                                       | テレビアニメ『新サクラ大戦 the Animation』挿入歌                                 |
| 2020年11月11日 | 新サクラ大戦 the Animation オリジナルサウンドトラック                                        | 帝国歌劇団・花組 with クラーラ（和多田美咲） | 「スタァ誕生」                                                                       | テレビアニメ『新サクラ大戦 the Animation』エンディングテーマ                     |
| 2020年11月11日 | 新サクラ大戦 the Animation オリジナルサウンドトラック                                        | 帝国歌劇団・花組 | 「スタァ誕生（別バージョン）」                                                       | テレビアニメ『新サクラ大戦 the Animation』関連曲                                 |
| 2020年12月23日 | 戦翼のシグルドリーヴァ BD・DVD第1巻特典CD                                                    | クラウディア・ブラフォード（山村響） | 「Over the Border」                                                                  | テレビアニメ『戦翼のシグルドリーヴァ』関連曲                                     |
| 2021年6月20日  | セブンナイツレボリューション -英雄の継承者- オリジナル・サウンドトラック                     | ファリア（山村響） | 「空知らぬ虫の子よ」                                                                 | テレビアニメ『セブンナイツ レボリューション -英雄の継承者-』挿入歌               |
| 2021年6月20日  | セブンナイツレボリューション -英雄の継承者- オリジナル・サウンドトラック                     | ネモ（山下大輝）、ファリア（山村響） | 「永遠ノ花」                                                                         | テレビアニメ『セブンナイツ レボリューション -英雄の継承者-』エンディングテーマ   |
| 2021年7月21日  | キラッとプリ☆チャン♪ソングコレクション 〜 from MOONLIGHT MAGIC 〜                            | ルルナ（山村響） | 「Lustro della LUNA」                                                                | テレビアニメ『キラッとプリ☆チャン』挿入歌                                        |
| 2021年7月21日  | キラッとプリ☆チャン♪ソングコレクション 〜 from MOONLIGHT MAGIC 〜                            | ソルル（斎賀みつき）、ルルナ（山村響） | 「Awakening Light」                                                                  | テレビアニメ『キラッとプリ☆チャン』挿入歌                                        |
| 2021年12月22日 | DOLLS Songs & Sounds 02                                                                      | DOLLS | 「Starry heart Starry love」 「AnotherDreamer」 「Precious day」                     | ゲーム『プロジェクト東京ドールズ』関連曲                                         |
| 2021年12月22日 | DOLLS Songs & Sounds 02                                                                      | DOLLS、NumberS | 「Pray Breath」 「感情を超えて」 「感情を超えて (E3 Ver.)」                          | ゲーム『プロジェクト東京ドールズ』関連曲                                         |
| 2022年12月21日 | フレームアームズ・ガール キャラクターソング・コレクション                                    | アーキテクト（山村響） | 「Q&A」                                                                              | パチスロ『フレームアームズ・ガール』関連曲                                       |
| 2023年11月13日 | 夢のステラリウム                                                                             | 鳳ここな（石見舞菜香）、静香（長谷川育美）、カトリナ・グリーベル（天城サリー）、新妻八恵（長縄まりあ）、柳場ぱんだ（大空直美）、流石知冴（佐々木李子）、千寿暦（鳥部万里子）、ラモーナ・ウォルフ（田中美海）、王雪（花井美春）、リリヤ・クルトベイ（安齋由香里）、与那国緋花里（下地紫野）、千寿いろは（岡咲美保）、白丸美兎（近藤玲奈）、阿岐留カミラ（若井友希）、猫足蕾（芹澤優）、本巣叶羽（赤尾ひかる）、連尺野初魅（葵井歌菜）、烏森大黒（Lynn）、舎人仁花子（斉藤朱夏）、萬容（山村響）、筆島しぐれ（吉岡麻耶） | 「夢のステラリウム」                                                                 | ゲーム『ワールドダイスター 夢のステラリウム』関連曲                              |
| 2023年12月25日 | ブルーアーカイブ 青春あんさんぶる Vol.2「ヴェリタス」                                        | ヴェリタス | 「Get Over the World」                                                               | ゲーム『ブルーアーカイブ -Blue Archive-』関連曲                                  |
| 2023年12月31日 | Calor                                                                                        | 漣つづる（山村響）、刀谷猿子（田中美海） | 「カゴノソトヘ」                                                                     | 『project Luminasys 03』主題歌                                                   |
| 2024年2月28日  | ゲームアプリ『ワールドダイスター 夢のステラリウム』 Vocal Album Vol.2「Faith in Expression」 | 連尺野初魅（葵井歌菜）、烏森大黒（Lynn）、舎人仁花子（斉藤朱夏）、萬容（山村響）、筆島しぐれ（吉岡麻耶） | 「Faith in Expression」 「夢のステラリウム」                                         | ゲーム『ワールドダイスター 夢のステラリウム』関連曲                              |
| 2024年2月28日  | ゲームアプリ『ワールドダイスター 夢のステラリウム』 Vocal Album Vol.2「Faith in Expression」 | 舎人仁花子（斉藤朱夏）、萬容（山村響） | 「フレーフレー・ファンファーレ！」                                                   | ゲーム『ワールドダイスター 夢のステラリウム』関連曲                              |
| 2024年2月28日  | ゲームアプリ『ワールドダイスター 夢のステラリウム』 Vocal Album Vol.2「Faith in Expression」 | 萬容（山村響）、烏森大黒（Lynn） | 「ちいさないのちのさけるばしょ」                                                     | ゲーム『ワールドダイスター 夢のステラリウム』関連曲                              |
| 2024年4月26日  | 指先から感じて                                                                               | 江見跳（山村響） | 「指先から感じて」                                                                   | テレビアニメ『ぽんのみち』関連曲                                                 |
| 2025年1月26日  | Worlds Dye Star                                                                              | シリウス、銀河座、Eden、劇団電姫 | 「Worlds Dye Star」                                                                  | ゲーム『ワールドダイスター 夢のステラリウム』関連曲                              |

### その他参加楽曲
| 発売日         | 商品名             | 歌 | 楽曲                                     | 備考                                                  |
| -------------- | ------------------ | --- | ---------------------------------------- | ----------------------------------------------------- |
| 2007年11月22日 | Pray For Happiness | 野川さくら、宮崎羽衣、YOFFY & IMAJO、酒井香奈子、井ノ上奈々、近江知永、庄子裕衣、阿部玲子、三好麻美、山村響 | 「Pray For Happiness」                   | ライブイベント『RAMS LIVE FESTIVAL 2007』テーマソング |
| 2007年11月22日 | Pray For Happiness | 野川さくら、宮崎羽衣、YOFFY & IMAJO、酒井香奈子、井ノ上奈々、近江知永、庄子裕衣、阿部玲子、三好麻美、山村響 | 「Pray For Happiness（Acoustic Ver.）」  |                                                       |
| 2011年11月19日 | Peaceful Garden    | diorama-replica（天野月、hibiku、東川遥）                                                                   | 「？」                                   |                                                       |
| 2017年6月21日  | ヒゲドライバー 4UP | ヒゲドライバー feat.山村響                                                                                  | 「キミが音楽を聴く10の理由 feat.山村響」 |                                                       |

#### 未音源化楽曲
- 文化放送ステーションサウンド（2015年12月7日 - ）[160][161]
- 文化放送QRのうた開局70周年記念バージョン （2021年3月29日 - ）[162]

### 映像作品

#### 参加DVD
|             | 発売日        | タイトル              | 規格品番  | 備考 |
| ----------- | ------------- | --------------------- | --------- | --- |
| DVDマガジン | 2012年3月14日 | GO!GO! OTOKURA SHOW   | KURA-3016 | レーベル通販サイト1,000枚限定販売 トーク+ライブダイジェスト映像+スタジオライヴ収録 出演：天野月・hibiku・mai              |
| DVDマガジン | 2012年4月25日 | GO!GO! OTOKURA SHOW 2 | KURA-3017 | レーベル通販サイト1,000枚限定販売 トーク+PV+スタジオライヴ収録 出演：天野月・hibiku・mai                                  |
| ライブDVD   | 2012年5月30日 | GO!GO! OTOKURA SHOW 3 | KURA-3018 | レーベル通販サイト1,000枚限定販売 天野月・hibikuによる合同ライブ「Spring Camp4.21」の模様を収録 出演：天野月・hibiku・mai |

#### その他ライブ映像
- RAMS LIVE FESTIVAL 2007（2008年3月12日）
- 劇場版 蒼き鋼のアルペジオ -アルス・ノヴァ- DC＜初回生産限定特装版BD＞・特典DISC「Trident 1st LIVE “Blue Snow” 2015.3.22＠舞浜アンフィシアター」（2015年7月3日）
- 劇場版 蒼き鋼のアルペジオ ‐アルス・ノヴァ‐ Cadenza 初回生産限定版BD・特典DISC「蒼き鋼のアルペジオ -アルス・ノヴァ- Character Songs LIVE “Blue Field”〜Finale〜 2015.12.19＠よこすか芸術劇場」（2015年12月19日）
- Trident THE LAST LIVE「Thank you for your “BLUE”@ Makuhari Messe」（2016年7月13日）

### 作詞・作曲
- ラムズ「Pray For Happiness」（2007年、作詞）
- 山村響「カラメル」（2020年、作詞・作曲）
- 山村響「サイクル☆サイクル feat.桐谷蝶々」（2022年、作詞・作曲）
  - 山村響「Rudder feat.西山宏太朗 -Neko Hacker Remix-」（2022年、作詞・作曲）